# Велика стіна Слоуна

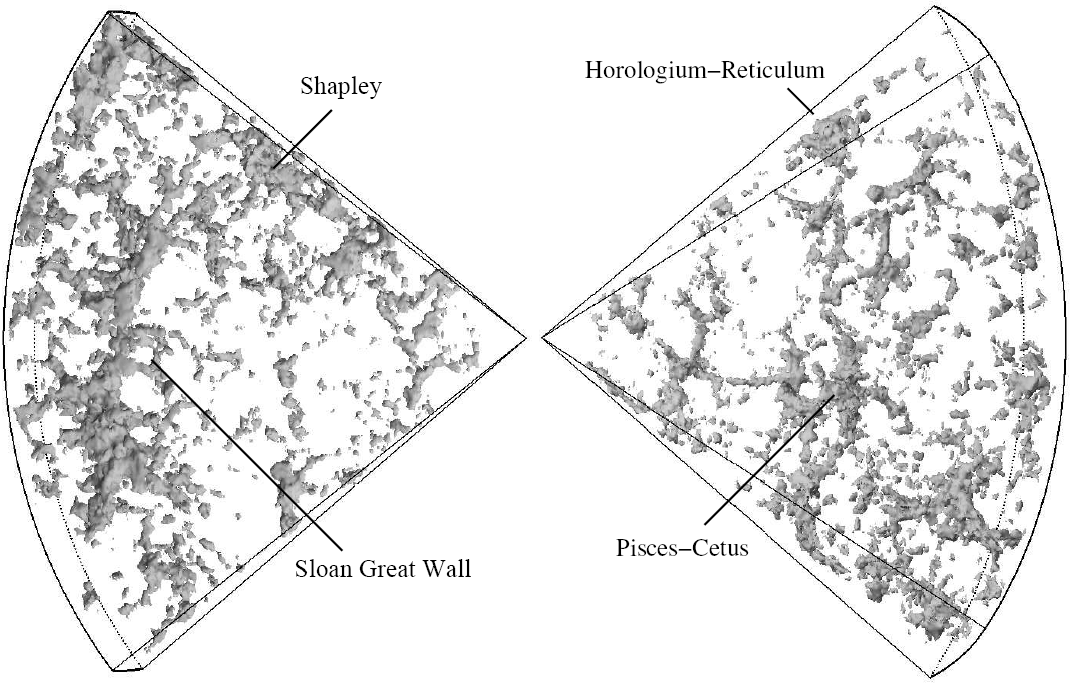
Комп'ютерна модель Великої стіни Слоуна

Вели́ка стіна́ Сло́уна (англ. Sloan Great Wall, SCL126) — величезна плоска структура галактик, яка на час виявлення (2003 рік) була найбільшою відомою структурою Всесвіту. Має довжину 1,37 млрд світлових років, розташована на відстані приблизно 1 млрд світлових років (251,2 Мпс) від Землі.

## Відкриття
Про її відкриття було оголошено 20 жовтня 2003 року вченими Принстонського університету Джоном Річардом Готтом (англ. J. Richard Gott III) і Маріо Юричем за даними Слоанівського цифрового огляду неба.

## Фізичні характеристики
Велика стіна Слоуна приблизно втричі більша за Велику стіну CfA2, яка вважалася найбільшою до того. Променева швидкість ядра надскупчення галактик становить Vr=24403 км/сек (тобто, воно віддаляється від нас із такою швидкістю), що відповідає червоному зсуву z~0,085.